# Museums- und Sammlungsverbund der Bundeswehr
Der Museums- und Sammlungsverbund der Bundeswehr (MuSlgVbdBw) ist eine Organisationsform der Museen und musealen Sammlungen zur Militärgeschichte Deutschlands, die von Dienststellen der Bundeswehr oder in privatwirtschaftlicher oder vereinsrechtlicher Trägerschaft, innerhalb von Liegenschaften der Bundeswehr, betrieben werden.

## Zweck
Der MuSlgVbdBw setzt die strategischen Vorgaben des Bundesministeriums der Verteidigung für das Sammlungswesen der Bundeswehr anwendungsbezogen um, insbesondere für die historische und politische, die Aus-, Fort- und Weiterbildung ihrer Angehörigen sowie die Traditionsstiftung und -pflege. Weiterhin können die Einrichtungen der Information der Öffentlichkeit dienen.

## Sammlungs- und Ausstellungsgegenstände
In den Einrichtungen des MuSlgVbdBw werden folgende Objekte gesammelt, bewahrt und ausgestellt:
- Bekleidung und Ausrüstung, Orden, Auszeichnungen und Ehrenzeichen,
- Zeichnungen, Gemälde, Grafiken, Fotos, Film- und Medienbeiträge,
- schriftliche Dokumente, Plakate, Schilder, Karten und Zeichnungen, Chroniken, Bücher,
- digitale Informationen,
- Großgeräte oder Teile davon (sowie Nachbildungen/Modelle),
- Waffen, Waffenteile sowie Munition- und Munitionsteile (sowie Nachbildungen),
- sonstiges organisationsbereichs- oder aufgabentypisches Material sowie
- sonstige Objekte, von Bedeutung für die Aufgabe und die Zielsetzung der jeweiligen Sammlung[2]

## Organisation
Das Zentrum für Militärgeschichte und Sozialwissenschaften der Bundeswehr (ZMSBw) übt die Fachaufsicht über den MuSlgVbdBw aus. Als unmittelbare Beratungsstelle für die angeschlossenen Sammlungen dient das Militärhistorische Museum der Bundeswehr (MHMBw) in Dresden als Leitmuseum des MuSlgVbdBw. Dafür unterhält es eine Ansprechstelle.
Mit Stand März 2024 umfasst der Verbund über 110 Sammlungen. Dabei sind das Deutsche Panzermuseum in Munster, das Deutsche Marinemuseum in Wilhelmshaven, das AERONAUTICUM in Nordholz sowie das Hubschraubermuseum in Bückeburg, die alle auch Objekte der Bundeswehr in ihre Ausstellungs- und Vermittlungskonzepte integrieren, sogenannte Kooperationsmuseen. Sie werden nicht durch die Bundeswehr betrieben, beziehen aber auf Grund von Kooperationsverträgen finanzielle Zuwendungen des Bundes.
Steuerungsinstrument unter dem Vorsitz des Beauftragten für das Museumswesen (BeaMuseum) im Zentrum für Militärgeschichte und Sozialwissenschaften der Bundeswehr (ZMSBw) ist die Koordinierungsgruppe MuseumSaVBdBw.
In der Koordinierungsgruppe sind ferner vertreten:
- die Sammlungsbeauftragten der Organisationsbereiche (OrgBer) oder Kommandobehörden (KdoBeh),
- das MHMBw in Person der dortigen Ansprechstelle für den MuSlgVbdBw und
- das zuständige Fachreferat im Bundesministerium der Verteidigung (BMVg) als Gast

Die Wehrtechnische Studiensammlung (WTS) ist keine Sammlung im Sinne der militärhistorischen und sozialgeschichtlichen Themensetzung des MuSlgVbdBw, sondern eine rein technologisch ausgerichtete Einrichtung. Sie gehört daher dem MuSlgVbdBw nicht an, unterliegt nicht der musealen Fachaufsicht, kooperiert aber mit dem Verbund.

## Aufgaben
Es soll erreicht werden, dass mit der Einbeziehung der Sammlungen in ein
bundeswehrgemeinsames Museumskonzept ein fachlich ausgewogener Sammlungs- und Ausstellungsverbund entsteht, der wirtschaftlich vertretbar ist, die Sammlungen aufeinander abstimmt und ihnen eine effektive Erfüllung ihres Auftrages erlaubt.
Das dezentrale Netzwerk aller Sammlungen und Kooperationsmuseen verfolgt dabei gemeinschaftlich folgende Ziele:
- Mitwirkung bei der Regelungsgestaltung für Sammlungen
- Beratung von fachlichen Anliegen von gemeinsamen Interesse auf jährlichen Arbeitstagungen, beispielsweise zu
  - Ausstellungsprogrammen
  - Abgrenzung der Zuständigkeiten hinsichtlich Art und Umfang der Sammlungen
  - Inventarisierung, Leihverkehr, Schenkungen, Erwerbungen, Abgabe und Aussonderung von Exponaten
  - Angelegenheiten der Präsentation, Vermittlung und der Didaktik der Militärgeschichte,
  - Angelegenheiten des Bewahrens und Restaurierens von Sammlungsobjekten sowie in Transportangelegenheiten von Sammlungsgut und Material
  - Stete Professionalisierung des Museums- und Sammlungsverbundes,
  - Fachveröffentlichungen (z. B. Ausstellungsführer) und
  - Mitarbeit an der im  MuSlgVbdBw zu führenden zentralen Bestandsübersicht der Objekte des Sammlungsverbundes

Der Verbund orientiert sich in seiner konzeptionellen Arbeit an den International-Council-of-Museums-Standards für Museen, auch umgesetzt durch den Deutschen Museumsbund.